# Torres Peak (Neuseeland)
Der Torres Peak ist ein 3160 m hoher Berg in den Neuseeländischen Alpen auf der Südinsel Neuseelands und Teil des Mount-Cook-Nationalparks. Die Erstbesteigung gelang am Mittag des 4. Februar 1907 den Bergsteigern Ebenezer Teichelmann, Alexander Graham und Henry Edward Newton von Nordwesten über Katies Col. Der Name wurde zur Ehrung von bekannten Seefahrern vergeben.